# (You Drive Me) Crazy
"(You Drive Me) Crazy" là một bài hát của nghệ sĩ thu âm người Mỹ Britney Spears nằm trong album phòng thu đầu tay của cô, ...Baby One More Time (1999). Được viết lời và sản xuất bởi Max Martin, Per Magnusson và David Kreuger, với sự tham gia hỗ trợ viết lời từ Jörgen Elofsson, nó được phát hành như là đĩa đơn thứ ba trích từ album vào ngày 23 tháng 8 năm 1999 bởi Jive Records. Bài hát được phối lại bởi Martin và Rami Yacoub cho nhạc phim của bộ phim hài lãng mạn năm 1999 Drive Me Crazy. Đây là một bản teen pop, với nội dung về một người phụ nữ điên rồ trong tình yêu, tuyên bố rằng "tình yêu giữ cô ấy cả đêm". Nó nhận được những đánh giá tích cực từ các nhà phê bình âm nhạc, trong đó họ ca ngợi sự đơn giản nhưng thu hút của nó và ghi nhận nhiều điểm tương đồng với đĩa đơn đầu tay của Spears, "...Baby One More Time".
"(You Drive Me) Crazy" là một đĩa đơn thành công về mặt thương mại, lọt vào top 10 trên các bảng xếp hạng tại 17 quốc gia. Ở Vương quốc Anh, bài hát trở thành đĩa đơn thứ ba liên tiếp của Spears vươn đến top 5, trong khi nó đạt đến vị trí thứ 10 trên Billboard Hot 100. Video ca nhạc của bài hát do Nigel Dick làm đạo diễn, trong đó Spears hoá thân thành một bồi bàn tại một câu lạc bộ, và nhảy múa cùng nhiều nữ tiếp viên khác. Video được công chiếu trên chương trình Making the Video của MTV, với sự tham gia góp mặt đặc biệt của diễn viên Melissa Joan Hart và Adrian Grenier. Để quảng bá cho bài hát, Spears đã trình diễn "(You Drive Me) Crazy" trên nhiều chương trình truyền hình và lễ trao giải khác nhau. Nó cũng xuất hiện trong danh sách trình diễn của 5 chuyến lưu diễn trong sự nghiệp của cô.

## Danh sách track và định dạng
- Đĩa CD tại châu Âu

1. "(You Drive Me) Crazy" [The Stop Remix!] — 3:16
2. "(You Drive Me) Crazy" [The Stop Remix!] {bản không lời} — 3:16

- Đĩa CD maxi tại Úc và châu Âu

1. "(You Drive Me) Crazy" [The Stop Remix!] — 3:16
2. "(You Drive Me) Crazy" [The Stop Remix!] {bản không lời} — 3:16
3. "I'll Never Stop Loving You" — 3:41

- Đĩa CD maxi tại Nhật Bản

1. "(You Drive Me) Crazy" [The Stop Remix!] — 3:20
2. "I'll Never Stop Loving You" — 3:44
3. "...Baby One More Time" (Davidson Ospina Chronicles Dub) — 6:34
4. "Sometimes" (Soul Solution Drum Dub) — 3:32
5. "(You Drive Me) Crazy" [The Stop Remix!] {bản không lời} — 3:19
6. "Sometimes" (Thunderpuss 2000 Mix) — 8:03

- Đĩa CD maxi tại Vương quốc Anh

1. "(You Drive Me) Crazy" [The Stop Remix!] — 3:16
2. "(You Drive Me) Crazy" [Spacedust Dark Dub] — 9:15
3. "(You Drive Me) Crazy" [Spacedust Club Mix] — 7:20

- Đĩa đơn cassette

1. "(You Drive Me) Crazy" [The Stop Remix!] — 3:16
2. "I'll Never Stop Loving You" — 3:41

- Đĩa than 12"

1. "(You Drive Me) Crazy" [The Stop Remix] — 3:16
2. "(You Drive Me) Crazy" [Jazzy Jim's Hip-Hop Mix] — 3:40
3. "(You Drive Me) Crazy" [bản LP] — 3:17
4. "(You Drive Me) Crazy" [Pimp Juice's Souled Out 4 Tha Suits Vocal Mix] — 6:30
5. "(You Drive Me) Crazy" [Mike Ski Dub] — 6:31

## Xếp hạng
| Bảng xếp hạng (1999-2000)          | Vị trí cao nhất |
| ---------------------------------- | --------------- |
| Úc (ARIA)                          | 12              |
| Áo (Ö3 Austria Top 40)             | 10              |
| Bỉ (Ultratop 50 Flanders)          | 3               |
| Bỉ (Ultratop 50 Wallonia)          | 1               |
| Canada RPM Singles Chart           | 3               |
| Đan Mạch (Tracklisten)             | 9               |
| Châu Âu (Music & Media)            | 2               |
| Phần Lan (Suomen virallinen lista) | 3               |
| Pháp (SNEP)                        | 2               |
| Đức (Official German Charts)       | 4               |
| Ireland (IRMA)                     | 3               |
| Ý (FIMI)                           | 9               |
| Nhật Bản Quốc tế (Oricon)          | 1               |
| Hà Lan (Dutch Top 40)              | 2               |
| Hà Lan (Single Top 100)            | 2               |
| New Zealand (Recorded Music NZ)    | 5               |
| Na Uy (VG-lista)                   | 2               |
| Thụy Điển (Sverigetopplistan)      | 2               |
| Thụy Sĩ (Schweizer Hitparade)      | 4               |
| Anh Quốc (OCC)                     | 5               |
| Hoa Kỳ Billboard Hot 100           | 10              |
| Hoa Kỳ Pop Airplay (Billboard)     | 4               |
| Bảng xếp hạng (2012)               | Vị trí cao nhất |
| Cộng hòa Séc (Rádio Top 100)       | 65              |

| Bảng xếp hạng (1999)              | Vị trí |
| --------------------------------- | ------ |
| Australia (ARIA)                  | 41     |
| Belgium (Ultratop 50 Flanders)    | 27     |
| Belgium (Ultratop 50 Wallonia)    | 17     |
| Canada Top Singles (RPM)          | 44     |
| Denmark (Tracklisten)             | 42     |
| Europe (European Hot 100)         | 10     |
| Finland (Suomen virallinen lista) | 35     |
| France (SNEP)                     | 46     |
| Germany (Official German Charts)  | 43     |
| Italy (FIMI)                      | 41     |
| Netherlands (Dutch Top 40)        | 30     |
| Netherlands (Single Top 100)      | 38     |
| New Zealand (Recorded Music NZ)   | 21     |
| Norway Autumn Period (VG-lista)   | 1      |
| Sweden (Sverigetopplistan)        | 20     |
| Switzerland (Schweizer Hitparade) | 36     |
| UK Singles (OCC)                  | 71     |
| Bảng xếp hạng (2000)              | Vị trí |
| France (SNEP)                     | 63     |

## Chứng nhận
| Quốc gia                                                                           | Chứng nhận | Số đơn vị/doanh số chứng nhận |
| ---------------------------------------------------------------------------------- | ---------- | ----------------------------- |
| Úc (ARIA)                                                                          | Bạch kim   | 70.000^                       |
| Bỉ (BEA)                                                                           | Bạch kim   | 50.000*                       |
| Pháp (SNEP)                                                                        | Vàng       | 409,000*                      |
| Đức (BVMI)                                                                         | Vàng       | 250,000^                      |
| New Zealand (RMNZ)                                                                 | Vàng       | 5.000*                        |
| Thụy Điển (GLF)                                                                    | Bạch kim   | 30.000^                       |
| Anh Quốc (BPI)                                                                     | Bạc        | 286,000                       |
| * Chứng nhận dựa theo doanh số tiêu thụ. ^ Chứng nhận dựa theo doanh số nhập hàng. |            |                               |

## Lịch sử phát hành
| Nước     | Ngày                | Định dạng | Nhãn |
| -------- | ------------------- | --------- | ---- |
| Áo       | 13 tháng 9 năm 1999 | CD        | BMG  |
| Đức      | 13 tháng 9 năm 1999 | CD        | BMG  |
| Thuỵ Sĩ  | 13 tháng 9 năm 1999 | CD        | BMG  |
| Mỹ       | 28 tháng 9 năm 1999 | 12"       | Jive |
| Nhật Bản | 29 tháng 9 năm 1999 | CD        | Sony |